# Companyia de Moçambic
La Companyia de Moçambic (Companhia de Moçambique) fou una companyia comercial portuguesa creada per privilegi reial el 1891 i que va tenir la concessió dels territoris de Moçambic que formen les actuals províncies de Manica i de Sofala, i (des de 1893) el nord de les actuals províncies d'Inhambane i Gaza. La població que administrava el 1939 (últim cens) era de 370.000 persones, sobre una superfície de 155.000 km²
L'empresa es va fundar el 1888 per Paiva de Andrade i va aconseguir el privilegi reial el febrer de 1891 amb un capital social de 5 milions de dòlars finançats per empresaris d'Alemanya, Gran Bretanya i Sud-àfrica. La concessió fou finalment per 50 anys, amb dret a fer sub concessions (en canvi els serveis, i les infraestructures, fins i tot el ferrocarril, havien de ser fets, construïts, i mantinguts per l'estat portuguès). L'estat rebia el 7,5% dels beneficis. La seu de la companyia es va establir a Beira (la seu social legal era a Lisboa). El seu territori inicial fou ampliat el 1893 cap al sud del riu Save (nord de les actuals províncies d'Inhambane i Gaza). Va fundar un banc (el Banc de Beira) que emetia moneda pròpia (la lliura de Moçambic) i també va disposar de segells de correus a partir de 1892 i en ús fins al 1942 quan la concessió va expirar (uns 280 segells diferents foren emesos, els darrers el 1941).
La companyia basava el seu poder en el treball forçat dels nadius a les obres públiques i les plantacions, i en la imposició de taxes. Amb relació a l'obertura del ferrocarril Beira-Salisbury, que sens dubte fou un gran benefici pels colons europeus de Beira, obra acabada quan la companyia estava sota la direcció de Manuel Rafael Gorjão Henriques (1898-1900), s'esmenta un fet sorprenent i és que, la població de Beira va demanar una pujada d'impostos, segons explica el Diário de Moçambique en un article publicat anys després, el 6 de maig de 1965. No obstant la realitat devia ser ben diferent doncs estan testimoniades revoltes contra el treball forçat el 1902 i el 1917, que les reduïdes forces de seguretat de la companyia no van poder enfrontar i va caldre la participació de soldats portuguesos. El 1922 es va obrir un ferrocarril que comunicava el territori amb Nyasalàndia (Nyassaland).
La concessió es va acabar el 1942 i no fou renovada. El 18 de juliol d'aquell any es va fer entrega de l'administració al govern portuguès, però la companyia va seguir operant com a societat anònima de responsabilitat limitada, treballant en els camps de l'agro-industria i el comerç. El 20 d'octubre de 1961 va esdevenir el Grupo Entreposto Comercial de Moçambique que, el 6 de setembre de 1972 es va transformar en un holding de societat anomenat Entreposto - Gestão e Participações (SGPS), SA.
El territori de la companyia es va dividir en dos províncies: Manica i Sofala i les regions al sud del riu Save foren incorporades a Gaza i Inhambane.